# Justin Jaynes
Justin Michael Jaynes (Richmond, 10 de agosto de 1989) é um lutador americano de artes marciais mistas, atualmente competindo no peso pena do Ultimate Fighting Championship.

## Inícios
Jaynes começou a treinar artes marciais na adolescência quando decidiu entrar no time de wrestling de sua escola. Ele ficou em segundo lugar no campeonato estadual de wrestling escolar em 2007, perdendo na final para Drakkar Klose.

## Carreira no MMA

### Ultimate Fighting Championship
Jaynes fez sua estreia no UFC ao ser chamado com três dias de antecedia para enfrentar Frank Camacho em 20 de junho de 2020 no UFC on ESPN: Blaydes vs. Volkov. Jaynes venceu por nocaute aos 41 segundos do primeiro round.
Ele enfrentou Gavin Tucker no UFC Fight Night: Lewis vs. Oleinik. Ele perdeu por finalização no terceiro round.

## Cartel no MMA
| Cartel no MMA       |             |            |
| 24 lutas            | 16 vitórias | 8 derrotas |
| Por nocaute         | 8           | 2          |
| Por finalização     | 5           | 1          |
| Por decisão         | 2           | 5          |
| Por desqualificação | 1           | 0          |

| Res.    | Cartel | Oponente            | Método                                      | Evento                              | Data       | Round | Tempo | Local                       | Notas                                 |
| ------- | ------ | ------------------- | ------------------------------------------- | ----------------------------------- | ---------- | ----- | ----- | --------------------------- | ------------------------------------- |
| Derrota | 16-8   | Charles Rosa        | Decisão (dividida)                          | UFC Fight Night: Gane vs. Volkov    | 26/06/2021 | 3     | 5:00  | Las Vegas, Nevada           |                                       |
| Derrota | 16-7   | Devonte Smith       | Nocaute técnico (interrupção médica)        | UFC Fight Night: Overeem vs. Volkov | 06/02/2021 | 2     | 3:38  | Las Vegas, Nevada           |                                       |
| Derrota | 16-6   | Gabriel Benítez     | Nocaute Técnico (joelhada no corpo e socos) | UFC on ESPN: Hermansson vs. Vettori | 05/12/2020 | 1     | 4:06  | Las Vegas, Nevada           |                                       |
| Derrota | 16-5   | Gavin Tucker        | Finalização (mata leão)                     | UFC Fight Night: Lewis vs. Oleinik  | 08/08/2020 | 3     | 1:43  | Las Vegas, Nevada           | Volta aos Penas.                      |
| Vitória | 16-4   | Frank Camacho       | Nocaute Técnico (socos)                     | UFC on ESPN: Blaydes vs. Volkov     | 20/06/2020 | 1     | 0:41  | Las Vegas, Nevada           | Estreia no UFC; Performance da Noite. |
| Vitória | 15-4   | James Warfield-Lane | Nocaute (socos)                             | WXC 78: Warrior Wednesday 3         | 29/05/2020 | 1     | 2:05  | Southgate, Michigan         | Defendeu o Cinturão Peso Leve do WXC. |
| Vitória | 14-4   | Brandon Noble       | Finalização (guilhotina)                    | WXC 75: Night of Champions 11       | 01/02/2020 | 1     | 3:59  | Southgate, Michigan         | Ganhou o Cinturão Peso Leve do WXC.   |
| Vitória | 13-4   | Deven Brown         | Finalização (guilhotina)                    | WXC 72: Inferno                     | 15/06/2019 | 1     | 1:31  | Southgate, Michigan         |                                       |
| Vitória | 12-4   | Abdul Sami Wali     | Desqualificação                             | SFL 2018                            | 24/02/2018 | 1     | 4:21  | Mumbai, India               |                                       |
| Derrota | 11-4   | Tommy Aaron         | Decisão (unânime)                           | Rumble on the Water 3               | 09/09/2017 | 3     | 5:00  | Long Beach, California      |                                       |
| Vitória | 11-3   | Jacob Rosales       | Finalização (guilhotina)                    | FCOC 46                             | 06/04/2017 | 2     | 5:00  | Costa Mesa, California      |                                       |
| Vitória | 10-3   | Troy Lamson         | Decisão (unânime)                           | Total Warrior Combat                | 14/05/2016 | 5     | 5:00  | Lansing, Michigan           |                                       |
| Vitória | 9-3    | Chase Caldwell      | Nocaute Técnico (interrupção médica)        | XFS: Payback                        | 19/09/2015 | 1     | 1:42  | Valley Center, California   |                                       |
| Vitória | 8-3    | Marcus Lamarr       | Nocaute Técnico (socos)                     | XFS: Heat                           | 11/07/2015 | 1     | 0:52  | Valley Center, California   |                                       |
| Vitória | 7-3    | Erick Lozano        | Decisão (unânime)                           | Big John’s MMA                      | 16/05/2015 | 3     | 5:00  | Manistee, Michigan          |                                       |
| Derrota | 6–3    | Jesse Gross         | Decisão (dividida)                          | Provincial FC 3                     | 18/10/2014 | 3     | 5:00  | London, Ontario             |                                       |
| Vitória | 6-2    | Ruben Baraiac       | Nocaute Técnico (socos)                     | Bellator 124                        | 12/09/2014 | 1     | 4:17  | Plymouth Township, Michigan |                                       |
| Derrota | 5-2    | Jimmy Spicuzza      | Decisão (unânime)                           | WSOF 10: Branch vs. Taylor          | 21/06/2014 | 3     | 5:00  | Las Vegas, Nevada           |                                       |
| Vitória | 5-1    | John Schultz        | Nocaute Técnico (socos)                     | TWC Pro Series                      | 26/04/2014 | 1     | 4:54  | Lansing, Michigan           |                                       |
| Vitória | 4-1    | Andrew Hellner      | Finalização (mata leão)                     | TXC Legends 2                       | 19/10/2013 | 2     | 2:48  | Mt. Clemens, Michigan       |                                       |
| Derrota | 3-1    | Robby Ostovich      | Decisão (unânime)                           | Destiny MMA                         | 24/08/2013 | 3     | 5:00  | Honolulu, Hawaii            |                                       |
| Vitória | 3-0    | Mickey Miller       | Finalização (guilhotina)                    | Rage in the Cage 2                  | 02/08/2013 | 1     | 1:30  | Paisley                     |                                       |
| Vitória | 2-0    | Justin Zeno         | Nocaute (socos)                             | TWC Pro Series 18                   | 18/05/3013 | 1     | 0:35  | Lansing, Michigan           |                                       |
| Vitória | 1-0    | Rick Ogden          | Finalização (mata leão)                     | Big John’s MMA                      | 15/03/2013 | 1     | 1:09  | Sault Ste. Marie, Michigan  |                                       |